# 1560 en philosophie
Chronologie de la philosophie
- 1556
- 1557
- 1558
- 1559
- 1560
- 1561
- 1562
- 1563
- 1564

L’année 1560 a été marquée, en philosophie, par les événements suivants :

## Décès
- 30 septembre à Madridejos, province de Tolède : Melchor Cano ou Melchior Cano (né le 1er janvier 1509 à Tarancón, province de Cuenca  ) était un religieux dominicain, théologien, philosophe et évêque espagnol du XVIe siècle, qui se rattache au courant de pensée de l'École de Salamanque.

- 15 novembre à Salamanque : Domingo de Soto (né en 1494 à Ségovie) était un théologien dominicain espagnol du XVIe siècle, qui fut également philosophe et juriste, et est considéré comme l'un des grands humanistes espagnols.